# Musée Carlos-Gardel
Le musée Carlos-Gardel (espagnol : Museo Carlos Gardel) est un musée situé à 23 kilomètres de Tacuarembó, dans un site rural dénommé Valle Edén en Uruguay.

## Présentation
Le musée a été créé  par un décret  du Conseil départemental (en espagnol : Junta Departamental) en 1985 et a été inauguré le 11 décembre 2009 à Valle Edén, sous les auspices de l'Intendance départementale de Tacuarembó et avec la collaboration de l'Association des amis du musée Carlos Gardel.
Il y expose de manière  permanente des documents qui soutiennent la version selon laquelle Carlos Gardel est né dans une estancia du département de Tacuarembó, le 11 décembre 1887, et qu'il fut un fils de militaire, le caudillo politique et estanciero Carlos Escayola. Cette version s'oppose à celle qui situe dans la ville française de Toulouse son lieu de naissance.
Le musée possède également une salle de conférences et  de projections.